# Alfred Haasler

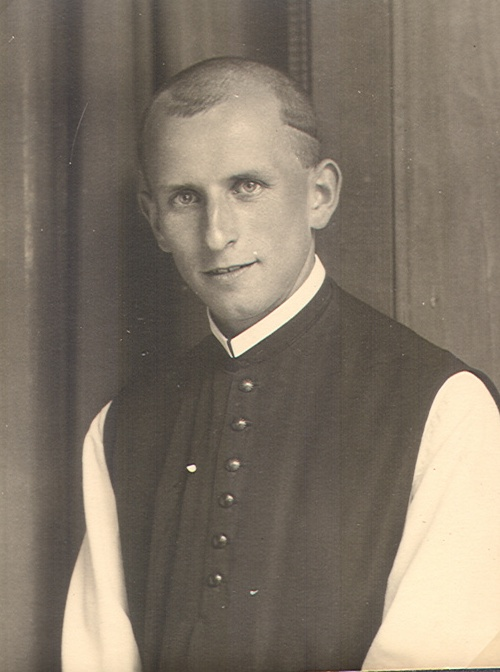
Alfred Haasler als junger Mönch (circa 1930)

Alfred Haasler OCist (* 5. August 1907 in Heiligenkreuz als Bernhard Maria Haasler; † 16. Juni 1997 in Brasilien) war ein österreichischer Zisterzienser und Missionar in Brasilien. 2022 wurde ein Seligsprechungsprozess eröffnet.

## Leben
Haasler wuchs als Sohn von Anna Kratzel und Josef Haasler unweit des Zisterzienserklosters Stift Heiligenkreuz auf. Sein Vater arbeitete als Meßner im Stift. Am 13. August 1907 empfing er von P. Theobald Krappel, einem Zisterzienser, in Heiligenkreuz das Sakrament der Taufe. Haaslers Missionseifer entzündete sich bereits während seiner Jugendzeit, als er mit seiner Mutter regelmäßig das Missionshaus St. Gabriel besuchte, um den Sendungsfeiern der Steyler Missionare beizuwohnen. Bei diesen Feierlichkeiten reifte sein Entschluss, Missionspriester zu werden. Nach der Matura am Stiftsgymnasium Kremsmünster trat er unter dem Ordensnamen Alfred in das Noviziat des Stiftes Schlierbach ein, dessen missionarische Bestrebungen damals überregionale Ausstrahlung hatten. Im Anschluss an seine einfache Profess studierte Haasler an der Universität Innsbruck Theologie. Am 26. Juli 1933 empfing er in Innsbruck die Priesterweihe; die Primizmesse wurde in Hall in Tirol gefeiert, wobei der Schlierbacher Abt Alois Wiesinger die Primizpredigt hielt. Zur Heiligen Messe lud Haasler die Armen und Bedürftigen der Stadt ein, die am Ende der Liturgie aus den Händen des neugeweihten Priesters Geschenke erhielten.
Von 1934 bis 1935 wurde Haasler für seinen ersten Missionseinsatz nach Wisconsin in die Zisterzienserabtei Spring Bank entsandt; von 1935 bis 1938 wirkte er als Erzieher im Schlierbacher Internat. Als 1938 das Stift Schlierbach durch den brasilianischen Diözesanbischof Hugo Bressane de Araújo gebeten wurde, in seinem Bistum  Bonfim die Pfarre in Jacobina seelsorglich zu betreuen, entsandte Abt Wiesinger Haasler am 20. März 1938 in das 7028 km² große Pfarrgebiet. Haasler kehrte nach seiner Abreise nie wieder nach Österreich zurück. 1938 zählte Jacobina 12.500 Einwohner, insgesamt lebten in weiteren 40 Dörfern etwa 75.000 Katholiken. Bis 1961 bewältigte der Missionar die ausgedehnten Wegstrecken auf einem Esel, danach mit einem Jeep. Bereits 1939 konnte von Schlierbach ausgehend mit Hilfe Haaslers die Zisterzienserabtei Jequitibá gegründet werden. Dort kam es unversehens zu einem Wiedersehen mit seinem Abt, der vor Nationalsozialisten über Rom nach Brasilien ins Exil geflohen war und erst 1946 nach Österreich zurückkehrte.
Durch Spenden aus Österreich konnte Haasler in den weit verstreuten Dörfern knapp 50 pastorale Außenstationen errichten, die er als Kapellenschulen konzipierte. Dabei dienten die Räumlichkeiten zugleich als Kapelle und Pfarrschule. Mit dieser Institution hob er das Bildungsniveau der verarmten Landbevölkerung nachhaltig (zuvor existierten im ganzen Pfarrgebiet nur drei Schulen in Jacobina). Den Unterricht übernahm eine von Haasler gegründete Schwesternkongregation, die sich auch der Caritas und Krankenpflege widmete. Im Selbststudium eignete sich der Missionar medizinische Kenntnisse an; stets trug er ein Stethoskop bei sich.
Haasler starb am 16. Juni 1997, kurz vor Vollendung seines 90. Lebensjahres. Er wurde in Jacobina bestattet. Sein Grab wird von der lokalen Bevölkerung in Ehren gehalten.

## Seligsprechungsprozess
Am 30. April 2022 wurde auf Petition der Zisterzienserabtei Jequitibá sein Seligsprechungsprozess eröffnet.

## Ehrungen
In Brasilien tragen verschiedene staatliche Einrichtungen den Namen von Alfred Haasler, darunter:
- Escola Estadual Padre Alfredo Haasler in Jacobina
- Padre Alfredo Haasler Escola Pública Municipal in Caém
- Hospital Padre Alfredo Haasler in Várzea Nova